# Kathedrale von Lima

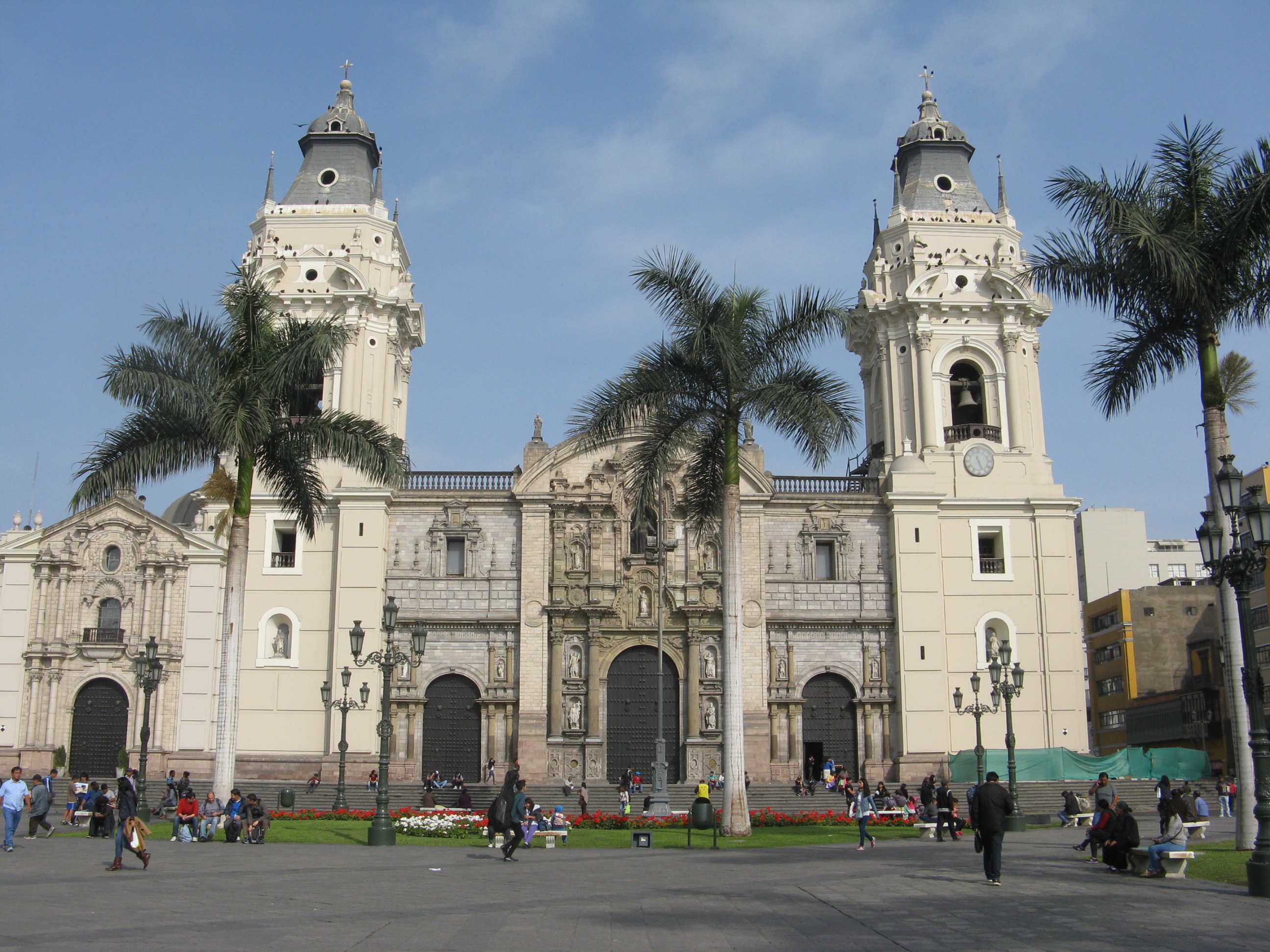
Außenansicht der Kathedrale

Die Kathedrale von Lima oder die Kathedralbasilika St. Johannes (spanisch Catedral Basilika San Juan Apóstol y Evangelista) ist eine römisch-katholische Kirche in Lima, der Hauptstadt Perus. Die Kathedrale des Erzbistums Lima mit dem Apostel und Evangelisten Johannes gewidmet und trägt zusätzlich den Titel einer Basilica minor.

## Geschichte
Der Bau der Kirche in der Innenstadt von Lima begann zusammen mit der Gründung der Stadt 1535. Francisco Pizarro legte am heutigen Plaza Mayor den Grundstein am 18. Januar. Der Bau dieser noch schlichten Kirche aus Lehmziegeln wurde 1538 fertig gestellt. Nach der Weihe 1540 wurde die Kirche mit Schaffung des Bistums zur Kathedrale erhoben und Gerónimo de Loayza zum Bischof eingesetzt, der bis 1575 im Amt blieb. Nach Ergänzungen 1543 wird die Kathedrale von 1546 bis 1551 ein erstes Mal auf die Maße 9 × 19 m ausgebaut. Nach Planungen ab 1564 beginnt 1571 ein Umbau, der aber wegen fehlender Finanzierung bald eingestellt wurde.
Ein neuer Anlauf begann 1598 durch den Renaissancearchitekten Francisco Becerra. Dieser reduzierte die Planung auf drei gleich große Kirchenschiff wie in der Kathedrale von Jaén, 1604 konnte der erste Abschnitt geweiht werden. Nach einem Einsturz von Gewölben durch das Erdbeben 1609 wurden die Renaissance-Gewölbe 1614/1615 im gotischen Stil in niedrigerer Höhe wieder aufgebaut. 1622 konnte wieder die erste Messe in der Kathedrale gefeiert werden, 1625 wurde die Kathedrale geweiht. 1626 wurde die heutige Fassade errichtet.
Nach dem Erdbeben von 1687 dauerte der Wiederaufbau der Gewölbe zehn Jahre. 1732 wurden zwei zusätzliche Portale hinzugefügt. Nach dem schweren Erdbeben von 1746 wurde die Kathedrale in Abschnitten 1555, 1558 und 1778 neu errichtet, wieder eröffnet und geweiht. 1794 bis 1797 wurden die heutigen klassizistischen Kirchtürme errichtet, entworfen vom Architekten Ignacio Martorell.
Wegen Baufälligkeit musste die Kathedrale 1893 bis 1898 zur Renovierung geschlossen werden. Papst Benedikt XV. verlieh der Kathedrale 1921 zusätzlich den Rang einer Basilica minor. Auf Grund des Erdbebens von 1940 wurde eine Restaurierung durch Emilio Harth Terré notwendig. Papst Johannes Paul II. besuchte die Kirche 1985 und 1988, als er ihr die Goldene Rose verlieh. Mit der Erweiterung 1991 wurde die Kirche in das UNESCO-Welterbe Altstadt von Lima aufgenommen. 2018 besuchte Papst Franziskus die Kathedrale von Lima.

## Beschreibung

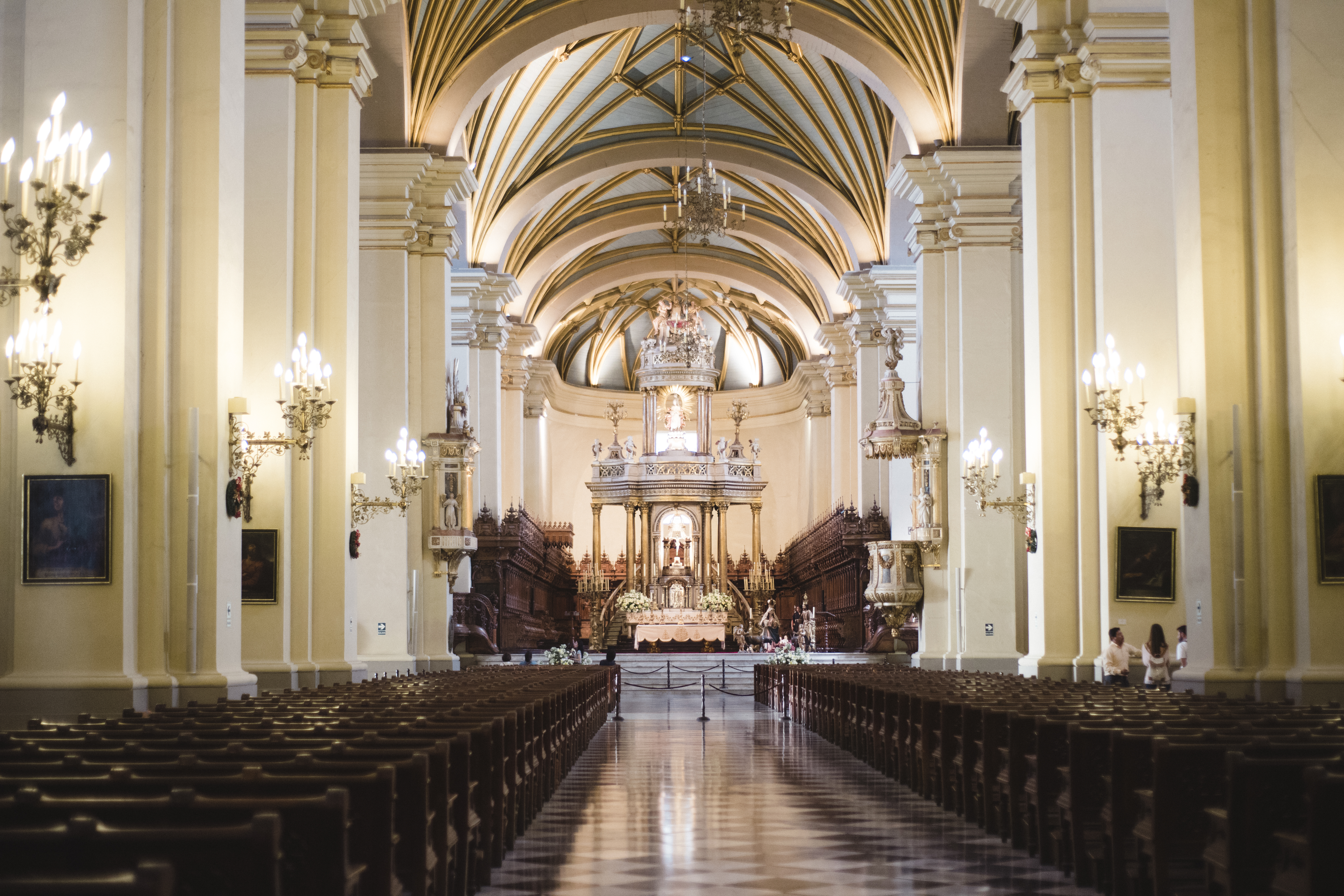
Innenraum der Kathedrale

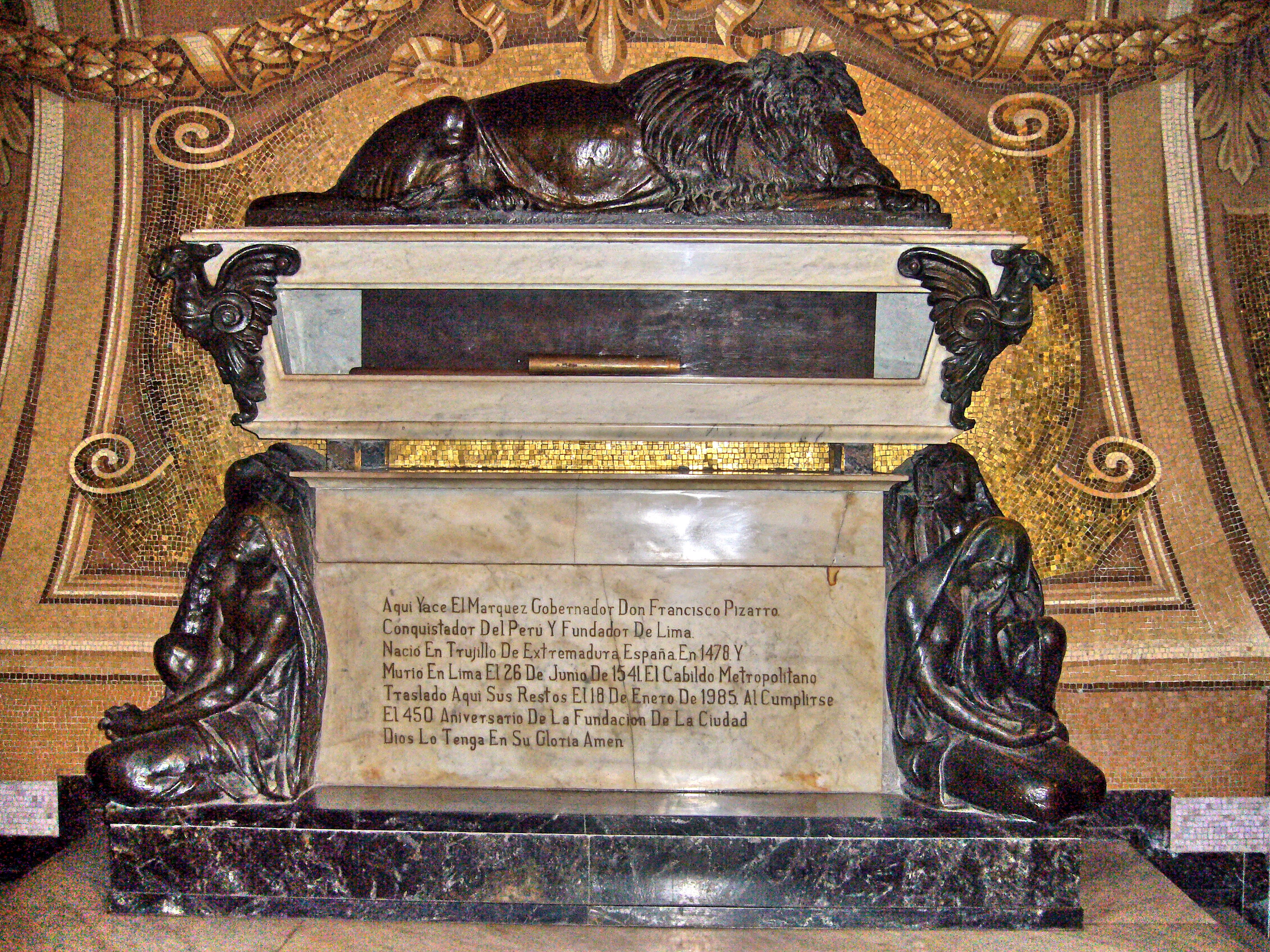
Grabmal von Francisco Pizarro

Die Kathedrale wurde durch die verschiedenen Bauphasen in verschiedenen Stilen errichtet, von der Renaissance über die Gotik, den Barock bis zum Klassizismus. An der Vorderfassade besitzt die Kathedrale die dem Status entsprechenden drei Portale. Über dem Hauptportal Portada del Perdón wurde das peruanische Siegel angebracht und das Panier Plus Ultra. Die zwei hohen Kirchtürme mit Schieferhelmen sind neoklassisch mit stilistischen Einflüssen der Schule El Escorial und aus Nordeuropa.
Im Chor steht der barocke Hochaltar mit kunstvollem, mit Blattgold überzogenem Holzschnitzwerk sowie das reich verzierte Chorgestühl im Rokoko-Stil. Es gibt 14 Seitenkapellen, die von den beiden Seitenschiffe abgehen. Auf der Rückseite befinden sich zwei weitere Eingänge: Santa Apolonia und San Cristóbal. An der Frontfassade stehen die Skulpturen der Apostel und in der Mitte das Herz Jesu. Neben der Kathedrale befinden sich die Pfarrkirche del Sagrario, eine der ältesten in Lima, und der Palast des Erzbischofs.
In den Seitenschiffen wird ein Kreuzweg mit großen Gemälden dargestellt. Im linken Seitenschiff bildet das alte Baptisterium die erste Kapelle. Hier ist ein wunderschönes Bild der Nuestra Señora de la Esperanza zu sehen, die die Prozessionen während der Fastenzeit und der Karwoche anführt. Die Kathedrale beherbergt neben anderen Persönlichkeiten das Grab von Francisco Pizarro.